# Gregory Kpiebaya
Gregory Kpiebaya (ur. 1933 w Kaleo, zm. 31 maja 2022 w Tamale) – ghański duchowny rzymskokatolicki, w latach 1994-2009 arcybiskup Tamala.

## Życiorys
Święcenia kapłańskie przyjął 8 września 1962. 18 listopada 1974 został prekonizowany biskupem Wa. Sakrę biskupią otrzymał 15 marca 1975. 26 marca 1994 został mianowany arcybiskupem Tamala. 12 lutego 2009 przeszedł na emeryturę.